# Sumpcettia
Sumpcettia (Cettia cetti), tidigare cettisångare, är en fågel, den enda europeiska representanten i familjen cettior (Cettiidae). Fågeln förekommer från södra England och södra Europa österut till Afghanistan samt i Nordafrika. Tillfälligt ses den norr om utbredningsområdet, med tre fynd i Sverige. 

## Utseende och läte
Sumpcettian är en medelstor sångare som mäter 13–14 centimeter och som väger 12–18 gram. Den adulta fågeln har brun rygg, vitaktigt grå undersida, bred stjärt och korta vingar. Könen är lika, som hos de flesta sångare. 
Hanarna upptäcks främst genom sin högljudda sången. Honan är mycket svår att observera, eftersom hon inte sjunger. Sången utgörs av ett metaliskt rytmiskt läte plitt, plitt-plytt!... titjutt-titjutt-titjutt tjytt, tjutt! som brukar beskrivas som: Hör hit!... vad heter jag?... Cetti-Cetti-Cetti, just det!

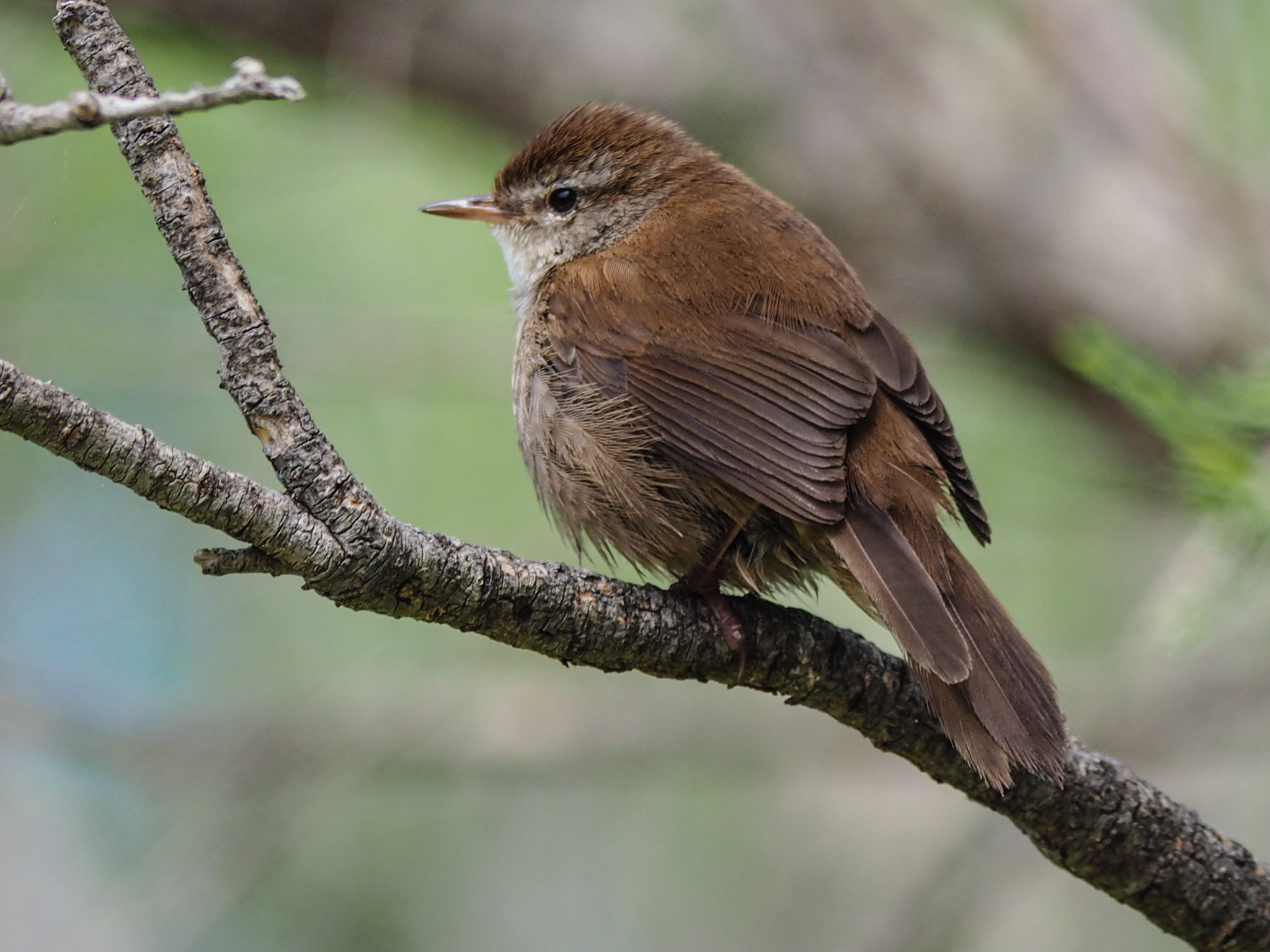
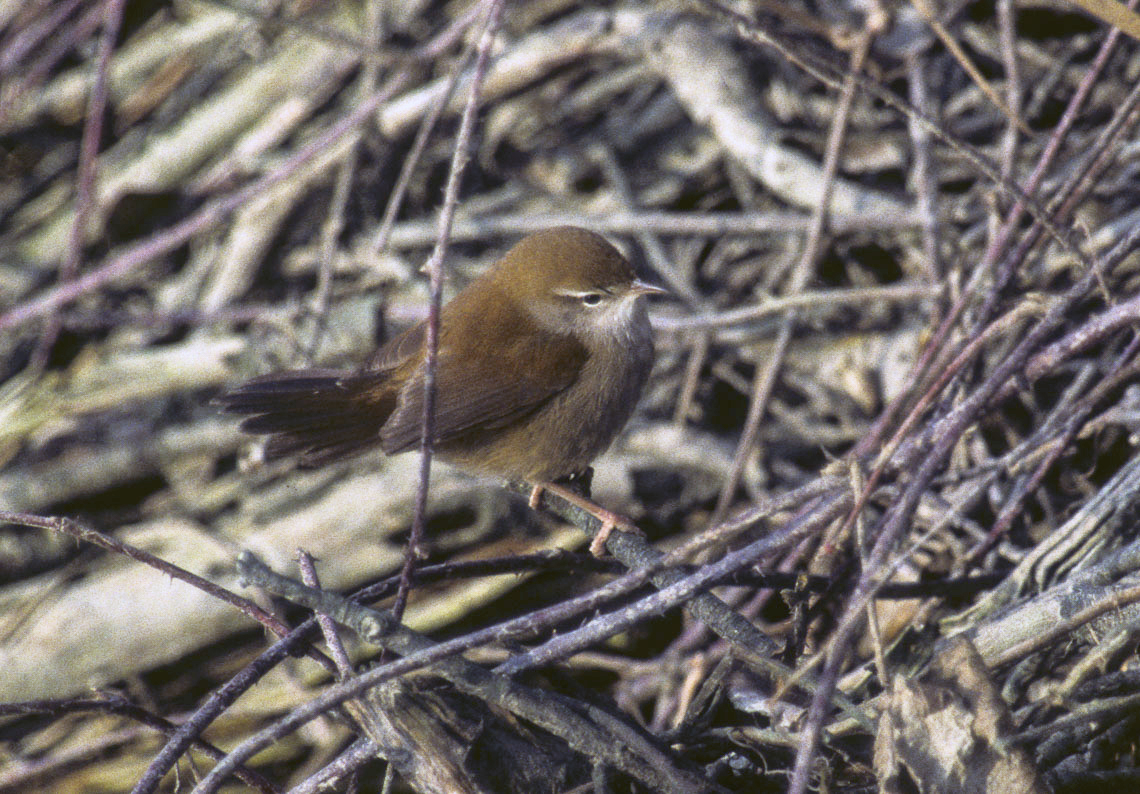
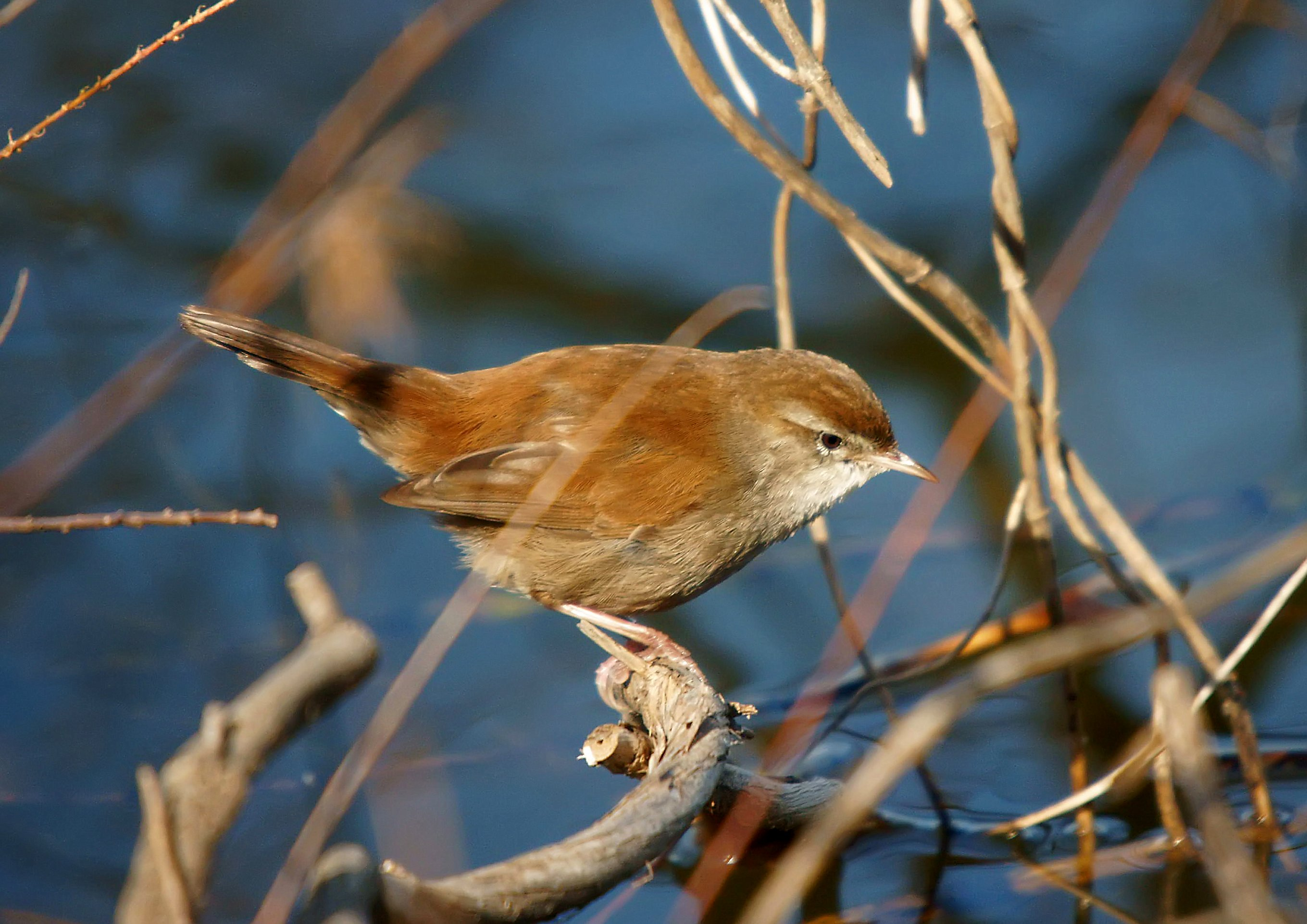

## Utbredning och systematik
Sumpcettian häckar i södra Europa och södra Asien, så långt österut som till Afghanistan. Den häckar även i nordvästra Afrika samt utmed Frankrikes västkust upp till södra England. Arten är oftast stannfågel i Europa, men östliga populationer flyttar korta sträckor. Tillfälligt ses den sällsynt norr om utbredningsområdet. 
Sumpcettian delas in i tre underarter med följande utbredning:
- Cettia cetti cetti – förekommer från södra Europa till Mindre Asien och Nordafrika
- Cettia cetti orientalis – förekommer från Turkiet till Krimhalvön, norra Iran (Zagrosbergen) och norra Afghanistan
- Cettia cetti albiventris, turkestansumpcettia[2] – förekommer från Iran till Kazakstan, Afghanistan, Pakistan och västra Xinjiang i Kina

I Sverige har den påträffats vid tre tillfällen, dels två individer ringmärkta i Ottenby, Öland 1977 och 1998, dels en sjungande individ vid Älvviken norr om Nynäshamn i Södermanland 2007. Den senare har bestämts till den östliga underarten albiventris.
Ytterligare en observation gjordes den 21 april 2025 i Albäcksskogen i Trelleborg. Individen återfanns ett par veckor senare och sågs under resten av maj och början av juni

### Släktskap
Sumpcettia placerades tidigare i den stora familjen sångare (Sylviidae). DNA-studier har dock visat att arterna i familjen inte är varandras närmaste släktingar och har därför delats upp i ett antal mindre familjer. Sumpcettia med släktingar förs idag till familjen cettior (Cettiidae eller Scotocercidae) som är nära släkt med familjen stjärtmesar (Aegithalidae). Även de två afrikanska hyliorna, numera urskilda i egna familjen Hyliidae anses höra till gruppen, liksom lövsångare.
Även släktet Cettia har genomgått stora förändringar som resultat av genetiska studier. Sumpcettian är i själva verket närbesläktad med den kraftigt avvikande gulstrupiga cettian tidigare i Tesia, medan ett stort antal liknande arter är mer avlägset släkt och bryts ut till det egna släktet Horornis. Alström et al 2011 beskriver icke-monofylin i Cettia som "troligen en av de mest extraordinära exemplen på missförstått släktskap i ett fågelsläkte".

## Ekologi
Sumpcettian trivs bäst i tät växtlighet, oftast nära vatten. Fågeln är tillbakadragen och svår att få syn på. Den har en tendens att krypa genom låg växtlighet och kan därigenom ge intryck av att förflytta sig från en buske till en annan utan att korsa utrymmet däremellan. Liksom de flesta sångare är den en insektsätare.
Boet byggs i en buske nära vatten och tre till sex ägg läggs. Äggen är 18 millimeter stora och tegelröda. De ruvas i cirka 16 dagar av honan. Fågeln blir könsmogen efter ett år och lever i ungefär fem år.

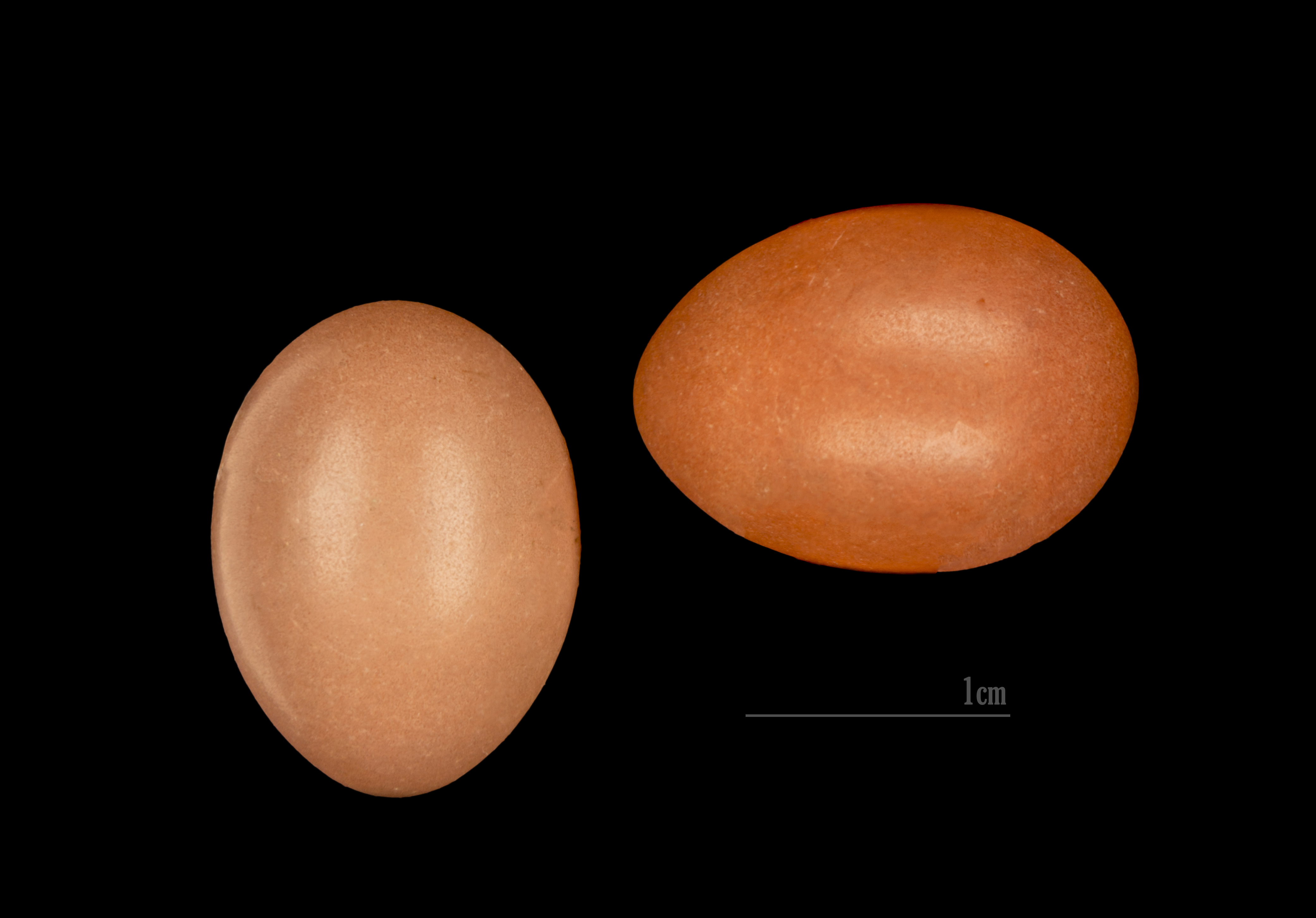
Ägg från sumpcettian.

## Status
Arten har ett stort utbredningsområde och beståndet anses vara stabilt. Internationella naturvårdsunionen IUCN listar den därför som livskraftig (LC). Världspopulationen uppskattas till mellan drygt nio miljoner och 14,6 miljoner häckande individer.

## Namn
Tidigare kallades fågeln cettisångare som liksom både det vetenskapliga släktes- och artnamnet hedrar italienske zoologen Francesco Cetti. I juni 2025 tilldelades den ett nytt och mer deskriptivt namn av BirdLife Sveriges taxonomikommitté. Den har på svenska också kallats Cettis sångare eller sidensångare.